# كلاتة باية
كلاتة باية (بالفارسية: کلاته پایه) هي قرية تقع في قسم غلمكان الريفي (مقاطعة تشناران) في إيران. يقدر عدد سكانها بـ 1,234 نسمة .